# Sidi Aïssa
Sidi Aïssa è un comune dell'Algeria, situato nella provincia di M'Sila.